# Юркевич, Дмитрий
Дмитрий Юркевич (латыш. Dmitrijs Jurkevičs; род. 7 января 1987, Даугавпилс) — латвийский легкоатлет, специалист по бегу на средние дистанции. Выступал за сборную Латвии по лёгкой атлетике в 2000-х и 2010-х годах, многократный победитель и призёр первенств национального значения, действующий рекордсмен Латвии в беге на 1500 и 3000 метров, участник летних Олимпийских игр в Лондоне.

## Биография
Дмитрий Юркевич родился 7 января 1987 года в городе Даугавпилсе Латвийской ССР.
Занимался бегом в местной Детско-юношеской спортивной школе, проходил подготовку под руководством тренеров Андрея Санникова и Ромуальдса Юркевича.
Впервые заявил о себе в лёгкой атлетике на международном уровне в сезоне 2005 года, когда вошёл в состав латвийской национальной сборной и выступил на юниорском европейском первенстве в Каунасе, где в зачёте бега на 800 метров стал пятым.
В 2006 году в той же дисциплине дошёл до полуфинала на юниорском мировом первенстве в Пекине.
На молодёжном европейском первенстве 2007 года в Дебрецене сошёл с дистанции, тогда как на Универсиаде в Бангкоке остановился в полуфинале.
В 2009 году в беге на 800 метров финишировал четвёртым на молодёжном европейском первенстве в Каунасе, стартовал на взрослом чемпионате мира в Берлине, в дисциплинах 800 и 1500 метров был лучшим на чемпионате Латвии в Вентспилсе.
Начиная с 2010 года выступал в основном в беге на 1500 метров, в частности в этой дисциплине представлял Латвию на чемпионате Европы в Барселоне.
В 2011 году на соревнованиях в шведской Соллентуне установил ныне действующий национальный рекорд на дистанции 1500 метров — 3:37,35. Также стал шестым на Универсиаде в Шэньчжэне, принял участие в чемпионате мира в Тэгу.
На чемпионате Европы 2012 года в Хельсинки бежал 800 и 1500 метров, во втором случае сумел дойти до финала и занял итоговое седьмое место. Выполнив олимпийский квалификационный норматив, удостоился права защищать честь страны на летних Олимпийских играх в Лондоне — в программе бега на 1500 метров на предварительном квалификационном этапе показал результат 3:41,40 и в следующую полуфинальную стадию соревнований не вышел.
После лондонской Олимпиады Юркевич остался действующим спортсменом на ещё один олимпийский цикл и продолжил принимать участие в крупнейших международных стартах. Так, в 2013 году в беге на 1500 метров он стал пятым на Универсиаде в Казани.
В 2014 году отметился выступлением на чемпионате Европы в Цюрихе, бежал здесь 800 и 1500 метров — в обоих случаях не преодолел предварительные квалификационные этапы. Помимо этого, в нидерландском Хенгело установил ныне действующий национальный рекорд Латвии в беге на 3000 метров — 7:49,51.
В 2015 году на чемпионате Европы в помещении в Праге установил ныне действующий национальный рекорд в дисциплине 1500 метров в помещении — 3:42,84.
В 2016 году бежал 1500 метров на чемпионате Европы в Амстердаме.